# Cyatheaceae
Die Cyatheaceae sind eine Pflanzenfamilie der Ordnung Baumfarne (Cyatheales). Die über 600 Arten sind fast weltweit verbreitet und gedeihen hauptsächlich in tropischen Gebieten.

## Merkmale
Die Arten der Cyatheaceae bilden meist aufrechte Stämme mit einer polycyclischen Dictyostele. Die Sprossspitze und meist auch die Blattstiel-Basen sind mit großen Schuppen bedeckt, teilweise zusätzlich mit kleinen Schuppen (Trichomidien) oder mit Haaren. Die Blätter sind meist groß und erreichen 5 Meter Länge. Der Blattstiel besitzt zwei auffällige Pneumathoden. Die Blattspreiten sind ein- bis dreifach gefiedert, selten sind sie ungeteilt. Die Nerven sind einfach oder gabelig verzweigt, enden frei oder anastomosieren selten (meist bei Cyathea). 
Die Sori stehen an der Blattunterseite oder endständig an den Nerven, am Blattrand (marginal) oder nahe davon (submarginal, bei Hymenophyllopsis). Die Sori sind rund, ohne Indusien oder mit untertassen-, becherförmigen oder kugeligen Indusien. Bei Hymenophyllopsis sind die Indusien zweiklappig. Die Sporangien reifen der Reihe nach, der Anulus ist dunkel. Meist kommen Paraphysen vor. Die Sporen sind tetraedrisch, trilet (dreistrahlige Narbe) und unterschiedlich ornamentiert. 
Der Gametophyt ist grün und herzförmig.
Die Chromosomengrundzahl beträgt x = 69.

## Verbreitung und Paläobotanik
Die Familie Cyatheacae ist fast weltweit in den Tropen verbreitet. In der Erdgeschichte sind Vertreter der Familie seit dem Jura oder der frühen Kreide bekannt.

## Systematik
Die Familie Cyatheacae wurde 1827 durch Georg Friedrich Kaulfuss in Das Wesen der Farrenkräuter, Seite 119 aufgestellt.
Die Familie Cyatheacae ist im Umfang von über 600 Arten monophyletisch. Der Umfang der Gattungen wird kontrovers diskutiert. Bei Smith et al. 2006 werden fünf Gattungen, bei Korall et al. 2007 vier Gattungen bei Christenhusz et al. 2011 vier Gattungen angegeben, allerdings werden in dieser Zeit Gattungen und Subtaxa verschoben. Die Angaben zu Umfang und Abgrenzung der Taxa werden von den Autoren noch sehr unterschiedlich bewertet und die Forschergruppen folgen teilweise nicht den jeweils neuesten Veröffentlichungen.
Die mit etwa der Hälfte der Arten artenreichste Gattung der Familie Cyatheacae ist Cyathea, ihr Umfang wird kontrovers diskutiert.

## Belege
- Alan R. Smith, Kathleen M. Pryer, Eric Schuettpelz, Petra Korall, Harald Schneider, Paul G. Wolf: A classification for extant ferns. In: Taxon. Band 55, Nr. 3, 2006, ISSN 0040-0262, S. 705–731, Abstract, PDF-Datei.
- Petra Korall, David S. Conant, Jordan S. Metzgar, Harald Schneider, Kathleen M. Pryer: A Molecular Phylogeny of Scaly Tree Ferns (Cyatheaceae). In: American Journal of Botany, Band 94, 2007, S. 873–886, DOI:10.3732/ajb.94.5.873.
- Maarten J. M. Christenhusz, Xian-Chun Zhang, Harald Schneider: A linear sequence of extant families and genera of lycophytes and ferns. In: Phytotaxa, Volume 19, 2011, S. 12. online doi:10.11646/phytotaxa.19.1.2